# Constantien de Javron
Constantien, ermite à Javron, né en Auvergne et mort en 570 à Javron (Mayenne), est un saint catholique, fêté le 2 décembre et le 6 février localement.

## Biographie
Il vit sa jeunesse dans la piété et la ferveur et devient moine à l'abbaye de Micy (Saint-Mesmin) près d'Orléans, où il fait la connaissance d'un compatriote, l'ermite saint Fraimbault.
Afin de mener une vie plus austère, ils décident de s'installer dans une solitude vers 570 dans la forêt de Nuz. Saint Innocent, l'évêque du Mans, les accueille et favorise leur projet. Il oblige Constantien à recevoir la prêtrise afin qu'il joue un rôle missionnaire auprès des populations locales.
Saint Domnole, le successeur de saint Innocent, lui assigne les mêmes fonctions. La réputation de sainteté de Constantien atteint le roi Clotaire qui vient lui rendre visite dans sa retraite. Le saint lui prédit la victoire contre les Bretons d'Armorique.
Le  moine est enterré à Javron où s'établit un prieuré dépendant du monastère Saint-Julien de Tours. Une partie de ses reliques transférées au Mans sont offertes au XIe siècle pour la fondation de l'Abbaye Notre-Dame de Breteuil, près de Beauvais.
Considéré comme le patron de l'église Saint-Jean-Baptiste de Javron, à la fin du XIXe siècle, des reliques du saint sont obtenues de l' évêque de Beauvais pour cette église.